# 브리오베카 우라야스 이치카와
브리오베카 우라야스 이치카와(ブリオベッカ 浦安・市川, Buriobekka Urayasu Ichikawa)는 지바현 우라야스를 연고로 하는 일본 풋볼 리그 소속 축구단으로 팀명인 브리오베카는 Brionac과 Becca의 합성어이며 이탈리아어로 Brio는 활기•활력이라는 의미가 담겨있다.

## 역사
1989년 창단한 뒤 간토 사커 리그 디비전 1과 2에서 3번의 우승(2013, 2014, 2015)과 2번의 준우승(2020, 2021)을 차지했고 일본 풋볼 리그 승격 첫 해인 2023 시즌에서는 준우승을 차지하는 기염을 토했으며 2022 시즌 사회인 축구 선수권 대회에서는 창단 첫 컵대회 우승을 거머쥐기도 했다.

## 선수 명단

### 현역
참고: FIFA 자격 규정에 따라 소속된 국가대표팀 국기를 표시합니다. 선수는 복수의 FIFA 비회원국 국적을 가지고 있을 수 있습니다.
| 번호 | 포지션 | 국적 | 이름          |
| ---- | ------ | ---- | ------------- |
| 19   | FW     |      | 니헤이 쓰바사 |

| 번호 | 포지션 | 국적 | 이름 |
| ---- | ------ | ---- | ---- |